# 캘리포니아 골든 실스

오클랜드 실스/캘리포니아 골든 실스(영어: Oakland Seals/영어: California Golden Seals)는 1967년부터 1976년까지 캘리포니아주 오클랜드를 연고지로 하는 NHL 프린스 오브 웨일즈 콘퍼런스 애덤스 디비전 소속에 속한다.
1976년 연고지를 오하이오주 리치필드 (클리블랜드 배런스)로 이전했다.

## 역대 홈경기장
| 경기장                             | 사용기간      | 수용인원 | 장소                  | 비고 |
| ---------------------------------- | ------------- | -------- | --------------------- | ---- |
| 오클랜드 실스/캘리포니아 골든 실스 |               |          |                       |      |
| 오클랜드-알라메다카운티 콜리시엄   | 1966년~1976년 | 13,601명 | 캘리포니아주 오클랜드 | 빈칸 |